# Bujurquina oenolaemus
Bujurquina oenolaemus är en fiskart som beskrevs av Kullander, 1987. Bujurquina oenolaemus ingår i släktet Bujurquina och familjen Cichlidae. Inga underarter finns listade.